# Trattore agricolo

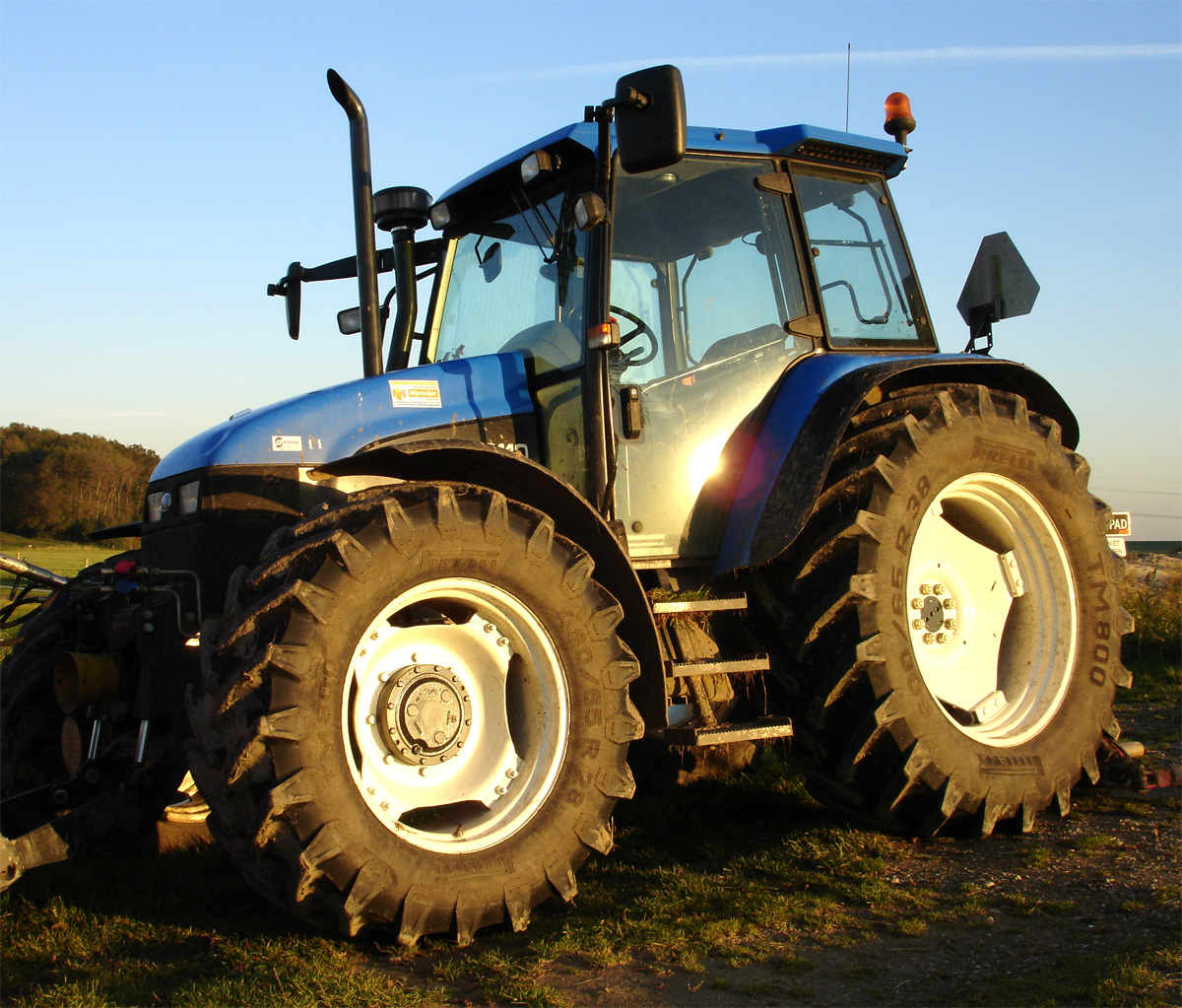
Trattore moderno.

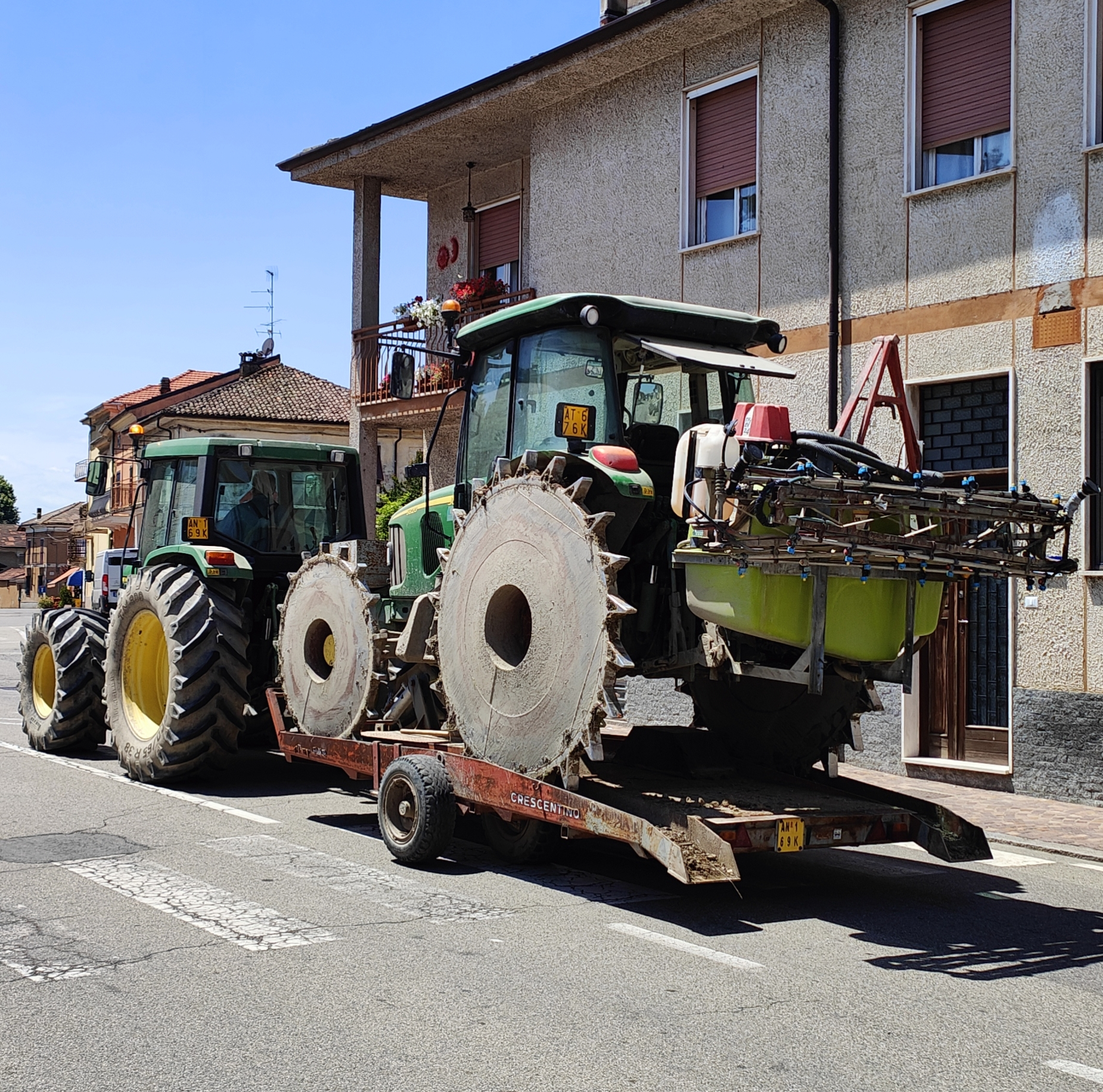
Trattore con ruote di ferro per risaia

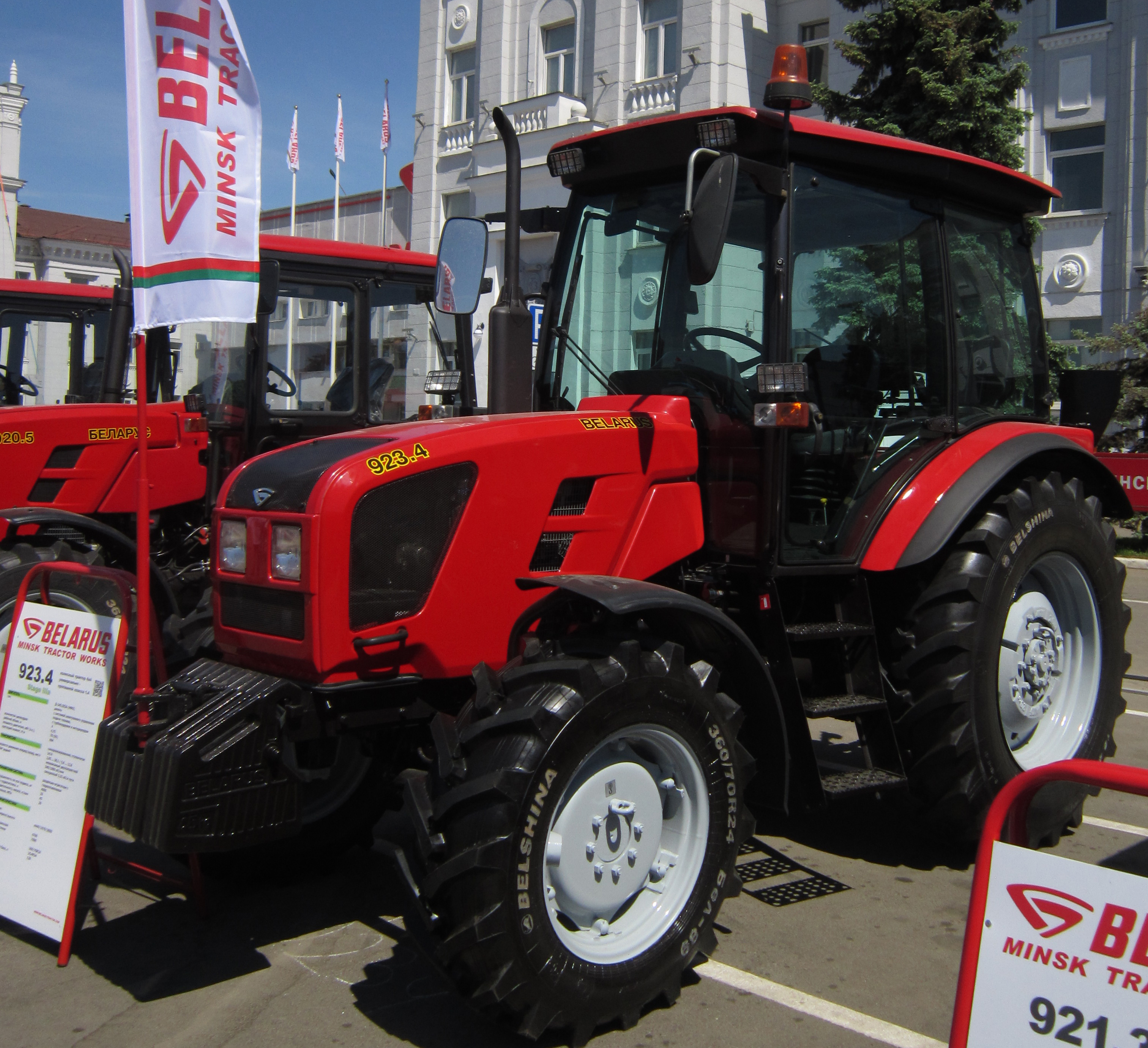
Un trattore bielorusso Belarus-923.4

La macchina trattrice agricola (dal latino trahere, trainare), più comunemente trattore agricolo, è un mezzo utilizzato in agricoltura per trainare un rimorchio o agganciare delle attrezzature specifiche per i lavori agricoli. Appartenente alla famiglia delle macchine agricole semoventi, in meccanica agraria è considerato una macchina motrice, mentre le macchine agricole che eseguono i lavori trainate dal trattore (come l'aratro) o agganciate alla sua presa di potenza (come lo spandiconcime) vengono dette macchine operatrici.

## Storia

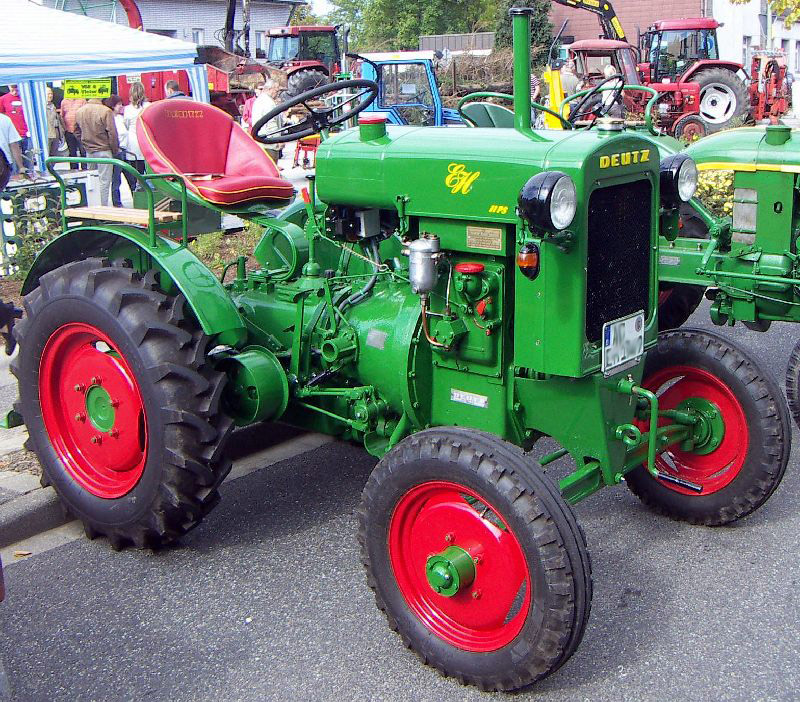
Trattore Deutz.

Il trattore nasce nel 1889 negli Stati Uniti d'America, sebbene i primi modelli siano poco maneggevoli e molto pesanti. Il trattore, definito "centrale mobile di potenza", ha costituito il punto forte della meccanizzazione agricola e della moderna agricoltura. Negli oltre 100 anni di storia, il trattore agricolo si è migliorato, potenziato e completato. Infatti il miglioramento e la scoperta di nuove tecnologie hanno accompagnato il trattore, permettendogli di acquisire un'importanza sempre maggiore. Gli ultimi esempi di trattrici sono vere e proprie opere d'ingegno tecnologico, che offrono ogni tipo di comfort all'operatore che le utilizza, limitando gli interventi faticosi e fastidiosi in ogni applicazione. Col passare del tempo il trattore si è adeguato a tutte le esigenze degli utilizzatori e a tutti i vari tipi di attrezzi, offrendo una sempre più ampia fascia d'applicazione. L'introduzione di nuovi dispositivi e organi come il sollevamento idraulico, la presa di potenza, la doppia trazione e così via, hanno ampliato gli orizzonti del trattore, facendolo diventare la macchina agricola per eccellenza. I primi trattori agricoli furono i locomobili a vapore, successivamente i trattori a testacalda, i trattori diesel fino ad arrivare ai trattori di oggi (trattore gommato e trattore a cingoli).

## Tipologia

### Locomobili a vapore
Le prime macchine semoventi spinte con il motore a vapore fecero la loro comparsa nell'XIX secolo, esse furono: le locomotive e le locomobili. Quest'ultime venivano impiegate per molteplici usi, ma la sua più grande applicazione era nel settore agricolo, infatti era utilizzata principalmente per la trebbiatura dei cereali e la pressatura dei foraggi, durante l'epoca del suo utilizzo, la locomobile ha subito numerose modifiche strutturali, ma la costruzione che riscosse maggior successo e che si affermo nel settore agricolo fu il modello detto: tipo locomotiva.

Questa tipologia di veicolo, antesignana del moderno trattore venne sostituita gradatamente dal trattore Testa calda per via del costo di acquisto e mantenimento inferiore e comodità dell'utilizzo.

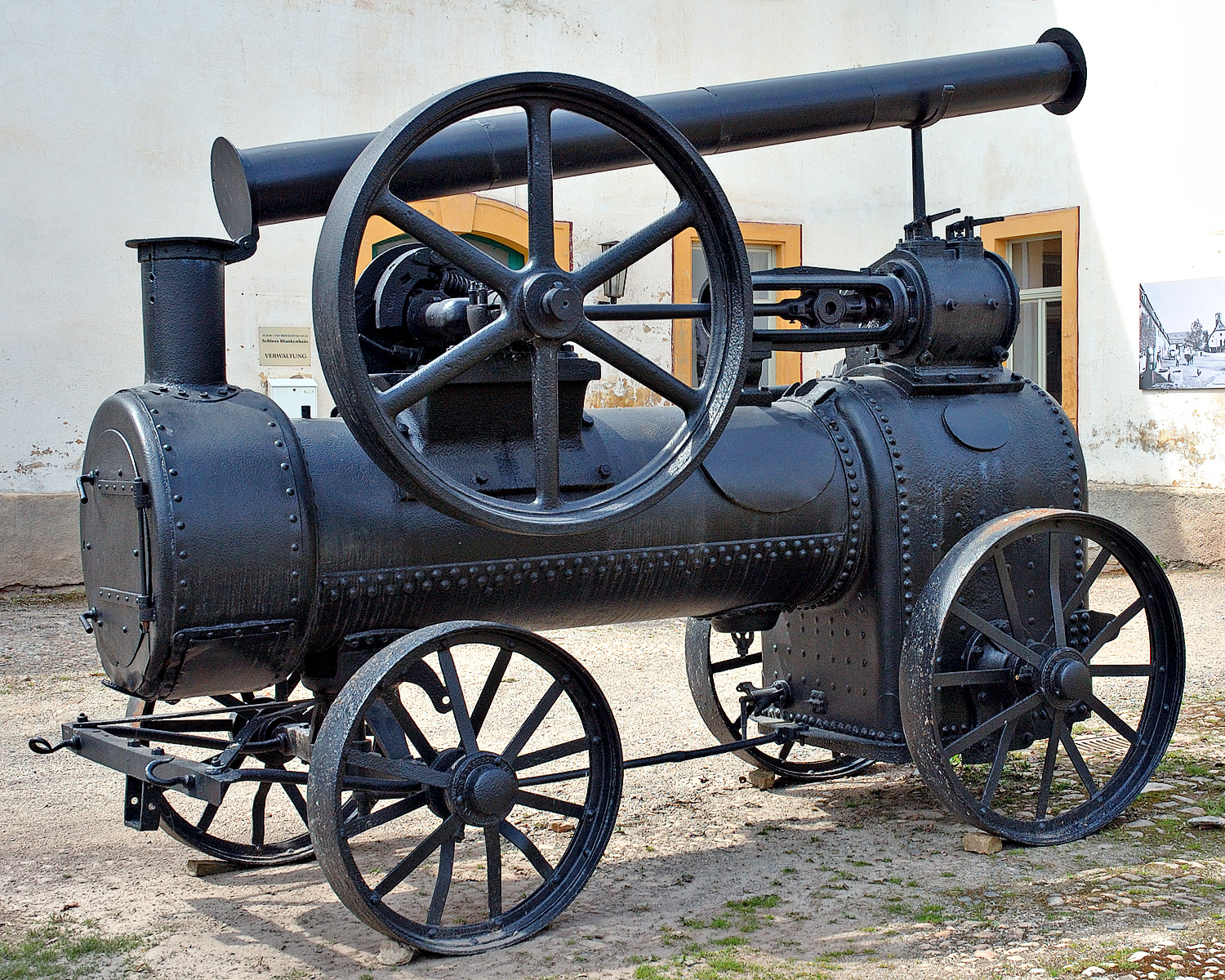
Locomobile a vapore.

### Trattori a testa calda (2T)

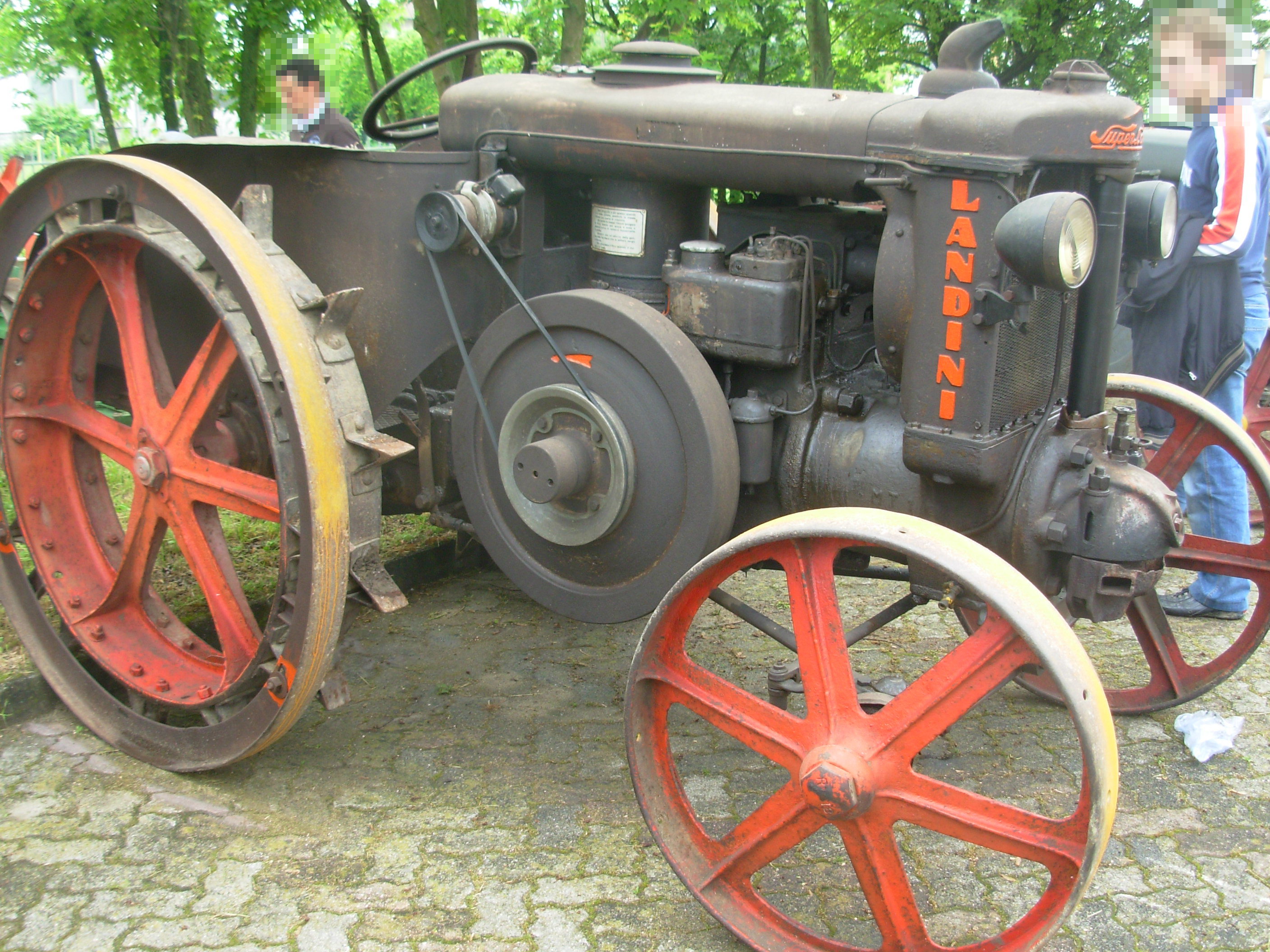
SuperLandini, a testa calda.

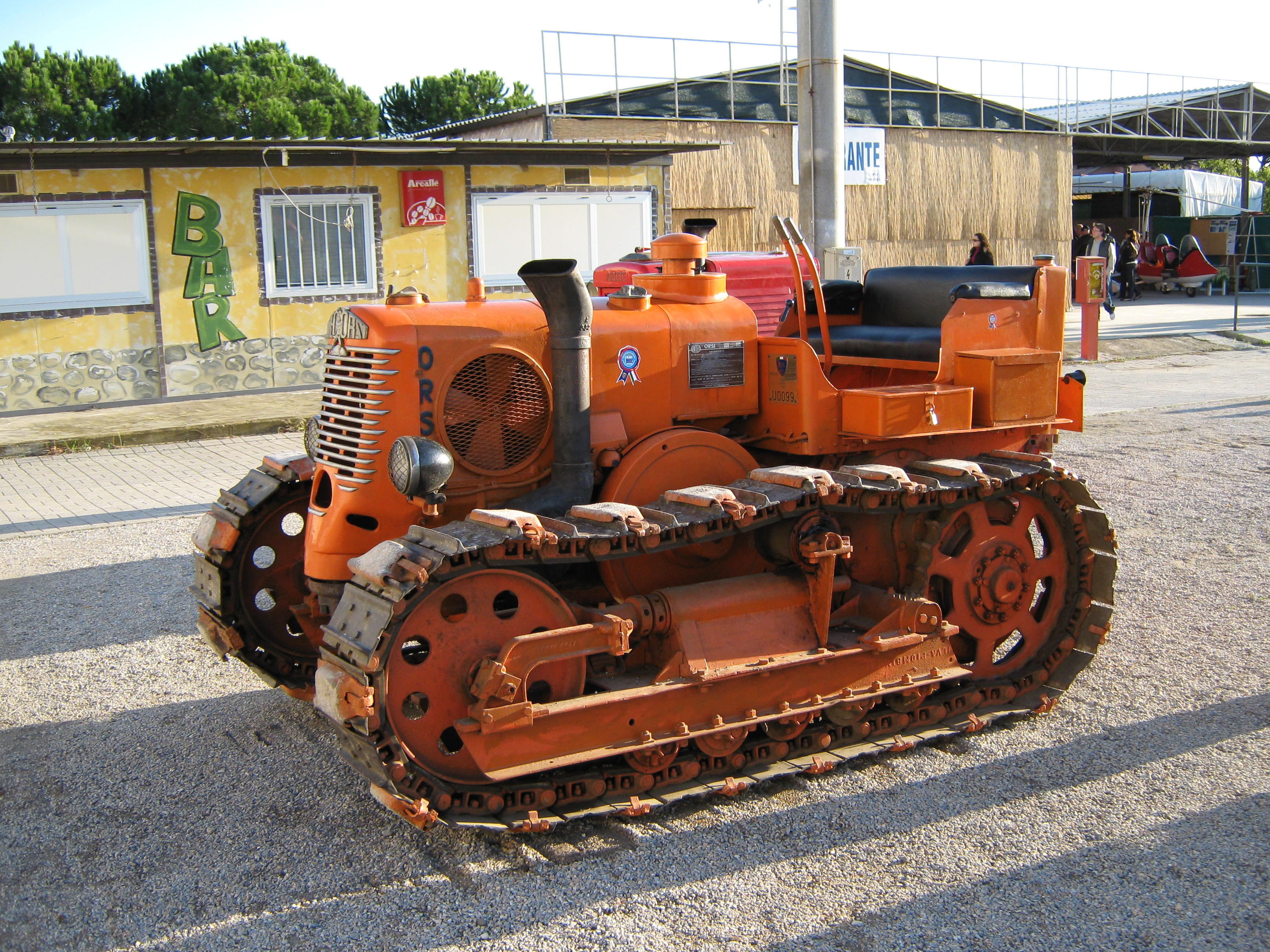
Trattore cingolato Orsi Anteo.

Il trattore Diesel a testa calda, per la sua robustezza, affidabilità, economicità nei consumi e nella manutenzione, ha ottenuto un buon successo nella prima metà del secolo scorso. Il "testa calda" è un motore endotermico monocilindrico Diesel a iniezione, così detto perché l'accensione è ottenuta mediante l'utilizzo di una superficie rovente, la testata (definita anche calotta o vaporizzatore). In pratica si scalda il prominente “muso” del trattore, utilizzando una fiamma alimentata con petrolio o benzina, o più spesso un bruciatore a gas liquido. Un tempo, in alcuni modelli, si usava anche la modalità di accensione alternativa, con una piccola cartuccia d'esplosivo inserita nell'apposita fessura della stessa, che si accendeva dando fuoco alla miccia (oppure, con un altro tipo, con una percussione tipo quella di un fucile): l'esplosione che ne seguiva provocava l'avviamento. Perciò era d'uso anche il soprannome di trattore a miccia. Uno dei vantaggi d'uso era la possibilità di usare combustibili molto economici, come il petrolio non raffinato. Questi trattori sono caratterizzati anche da un grosso volano, che gli esperti trattoristi utilizzano, con opportuni movimenti, per avviare il motore. I motori sono piuttosto rumorosi e, dato il bassissimo numero di giri, emettono un suono inconfondibile. Per gli appassionati è come un suono musicale: si parla di sentir cantare il motore.
I primi motori a testa calda nacquero a fine 1800, a 4 tempi, per passare dopo pochi anni alla modalità a 2 tempi. Richard Hornsby & Son, Grantham UK, realizzano il primo trattore della storia con motore principale testa calda, Herbert Akroyd Stuart che era stato brevettato nel 1891. Il primo trattore italiano di questo tipo fu realizzato nel 1924 dalla Bubba. Seguirono i trattori delle storiche case Landini, OM e Pietro Orsi. Fuori d'Italia, i tedeschi Lanz Bulldog e i polacchi Ursus sono i più noti.
La produzione dei testa calda terminò in Italia nel 1959: ultimo modello l'Orsi O35, costruito in pochissimi esemplari, sfortunato ultimo tentativo dell'azienda di insistere sulla linea dei testa calda quando i concorrenti si erano già defilati, avendo definitivamente preferito più moderni motori Diesel. In Argentina e in Polonia furono prodotti dei testa calda anche fino ai primi anni sessanta. Come per gli altri tipi di trattori, esistevano testa calda adatti all'uso prettamente agricolo, originariamente con ruote non gommate, e trattori cosiddetti stradali, usati per il traino di carri anche nelle zone portuali. Sono stati pure costruiti, negli anni cinquanta, alcuni esemplari cingolati, come l'Orsi Anteo. La presenza di grosse pulegge laterali rendeva inoltre questi mezzi adatti alla trebbiatura, con la trasmissione del moto alla trebbiatrice, e da questa alla pressaforaggi (imballatore) tramite un'ampia cinghia. Ancora fino ai primi anni ottanta, in molte campagne italiane, si potevano vedere in esercizio i vecchi Orsi o Landini che trainavano o alimentavano le grosse macchine per la trebbiatura. Tuttora, nelle rassegne di macchine agricole d'epoca sono solitamente presenti, ancora funzionanti, diversi trattori testa calda, tenuti con particolare cura dagli affezionati proprietari.

### Trattori moderni (4T)

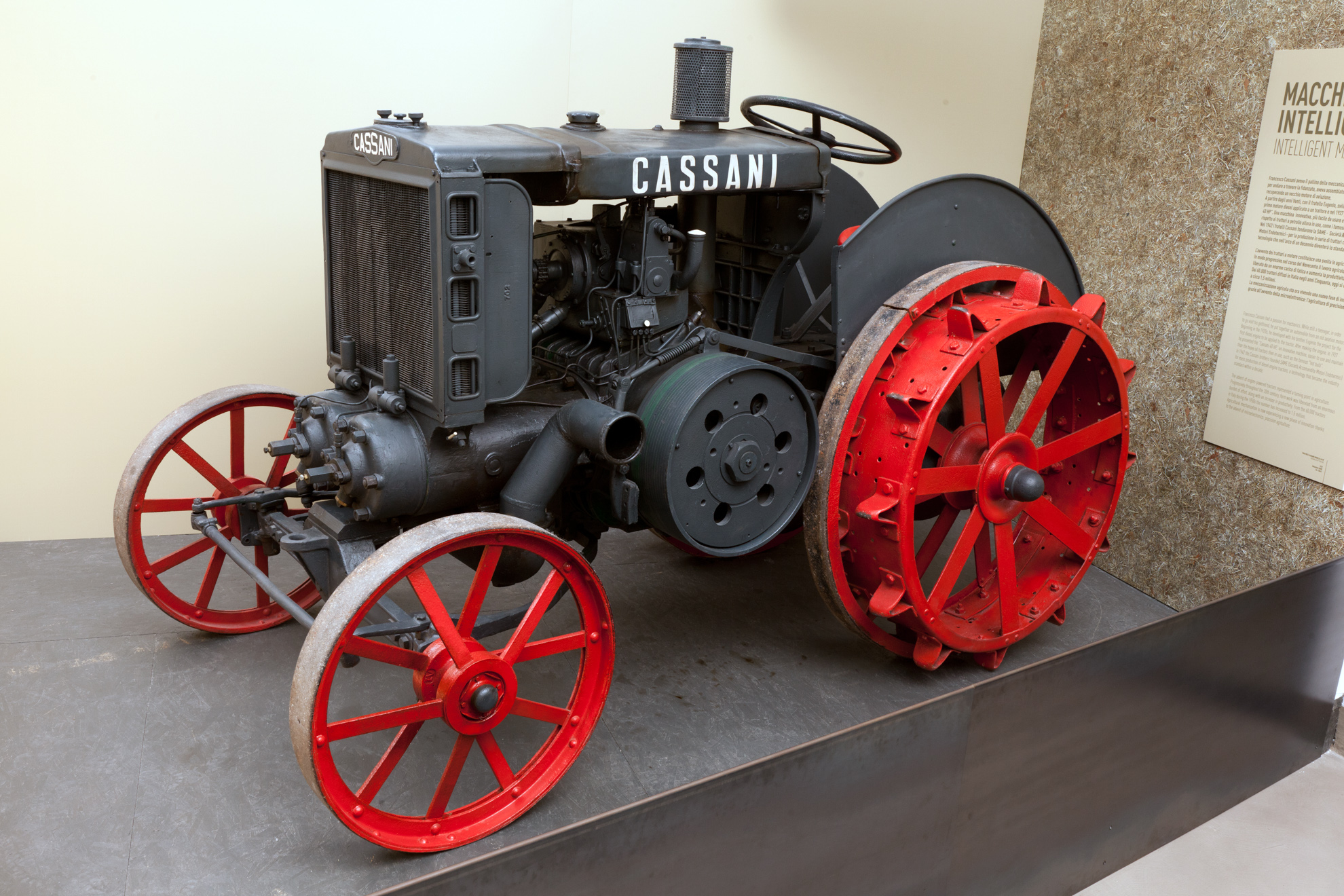
Trattore Cassani modello 40HP, esposto al Museo nazionale della scienza e della tecnologia Leonardo da Vinci di Milano.

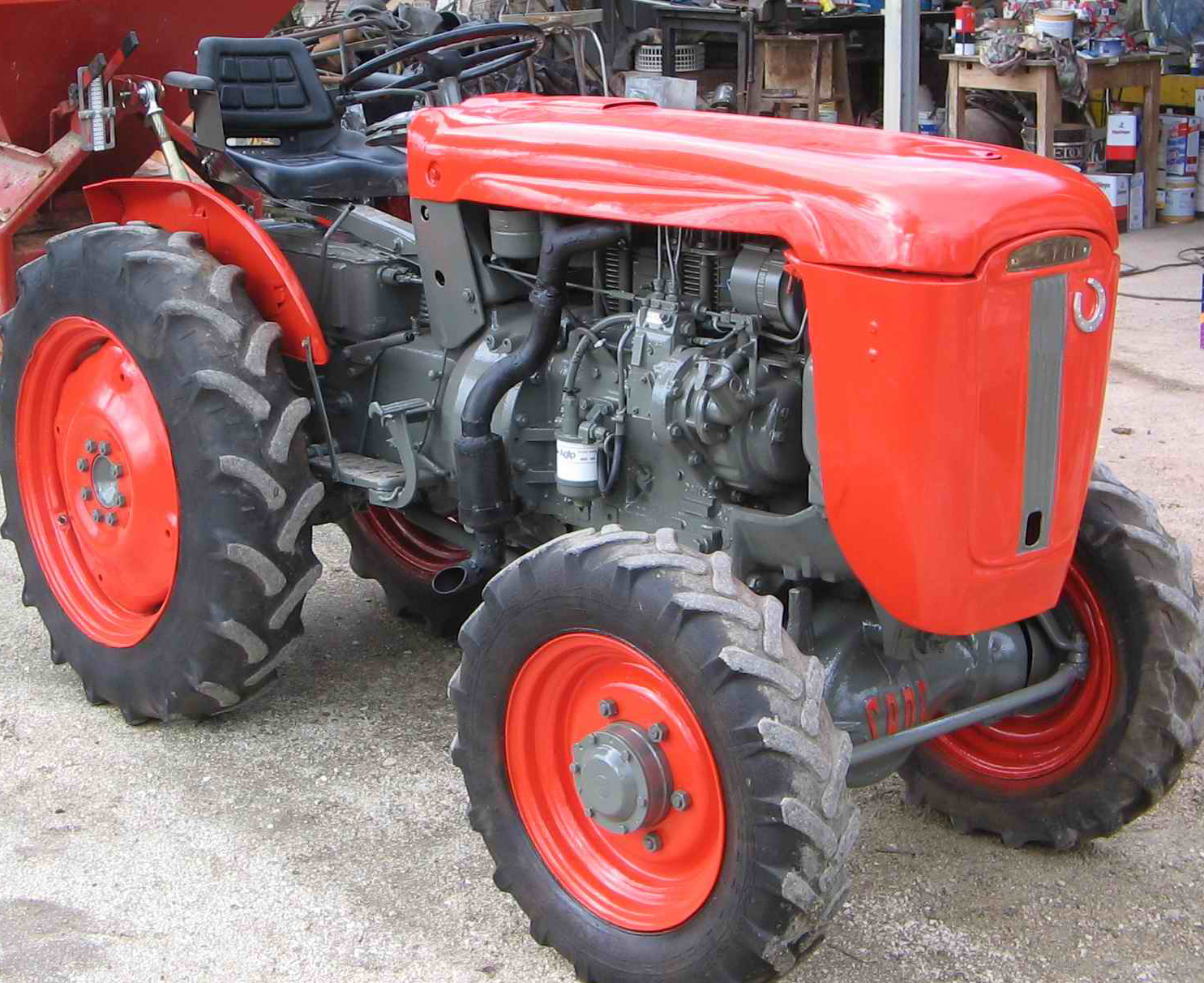
SAME Sametto.

I trattori, dopo la Seconda guerra mondiale, si sono gradualmente convertiti al motore Diesel (messo a punto da Rudolf Diesel alla fine dell'Ottocento). È questo un motore endotermico a iniezione di combustibile, che a differenza dal motore a ciclo Otto o volgarmente "a scoppio", viene chiamato ad accensione per compressione o ad accensione spontanea. Nel motore Diesel infatti nel cilindro viene immessa sola aria, che viene poi compressa adiabaticamente nella fase di compressione. È a questo punto che viene iniettato il combustibile (gasolio) che, a causa delle elevate temperature raggiunte dalla compressione dell'aria, si incendia spontaneamente favorendo la combustione e cedendo lavoro allo stantuffo.
Il motore Diesel si è affermato poi maggiormente negli anni cinquanta divenendo affidabile, economico, robusto e veloce.
All'inizio degli anni sessanta la quasi totalità di trattori europei prodotti presenta un motore Diesel veloce, abbandonando per sempre il testacalda e il motore a petrolio.
Il primo trattore con motore Diesel è stato il trattore tedesco Benz-Sendling BS 6, introdotto nel 1922. Il primo trattore italiano equipaggiato con un motore Diesel era il Cassani 40HP, realizzato dal giovane Francesco Cassani nel 1926, che nel 1942 fonda a Treviglio (Bergamo) la SAME.

## Costruttori attuali
- Landini (Italia)
- SAME (Italia)
- Lamborghini (Italia)
- Fendt (Germania)
- Deutz-Fahr (Germania)
- Claas (Germania)
- John Deere (Stati Uniti)
- Case (Stati Uniti)
- McCormick (Stati Uniti)
- Hürlimann (Svizzera)
- Steyr (Austria)
- Valtra (Finlandia)

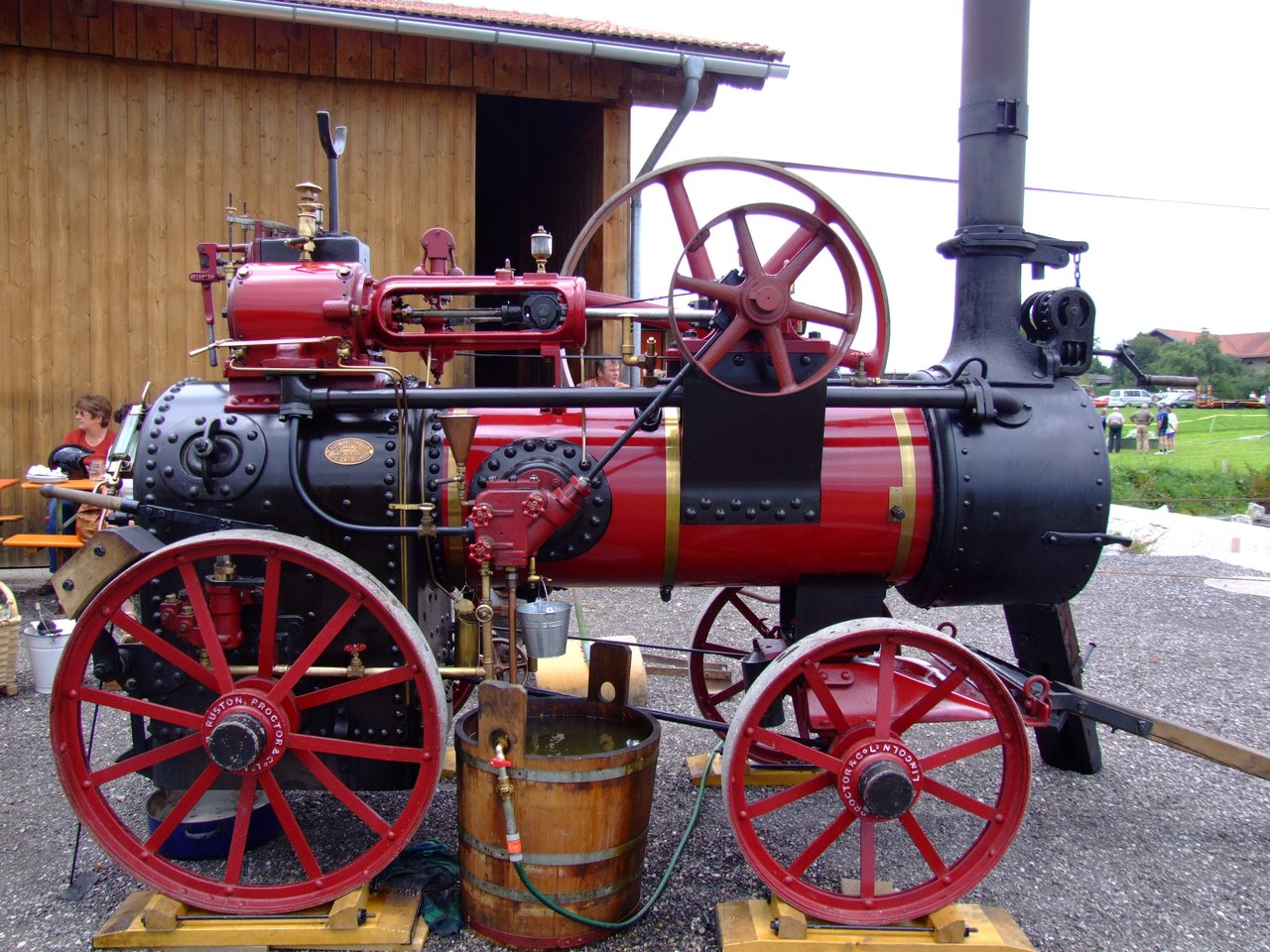
Ruston Proctor.

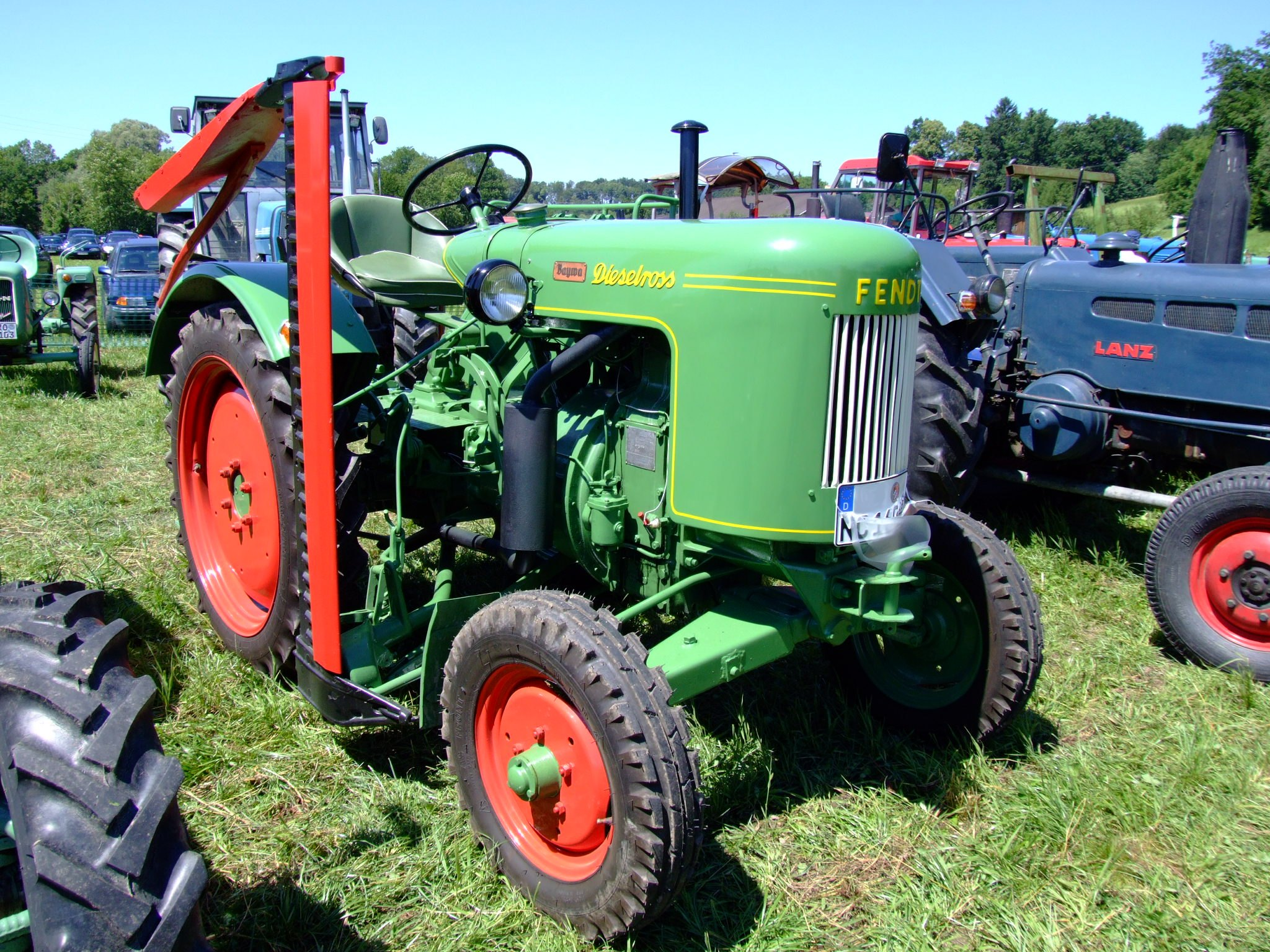
Fendt Dieselross F20G.

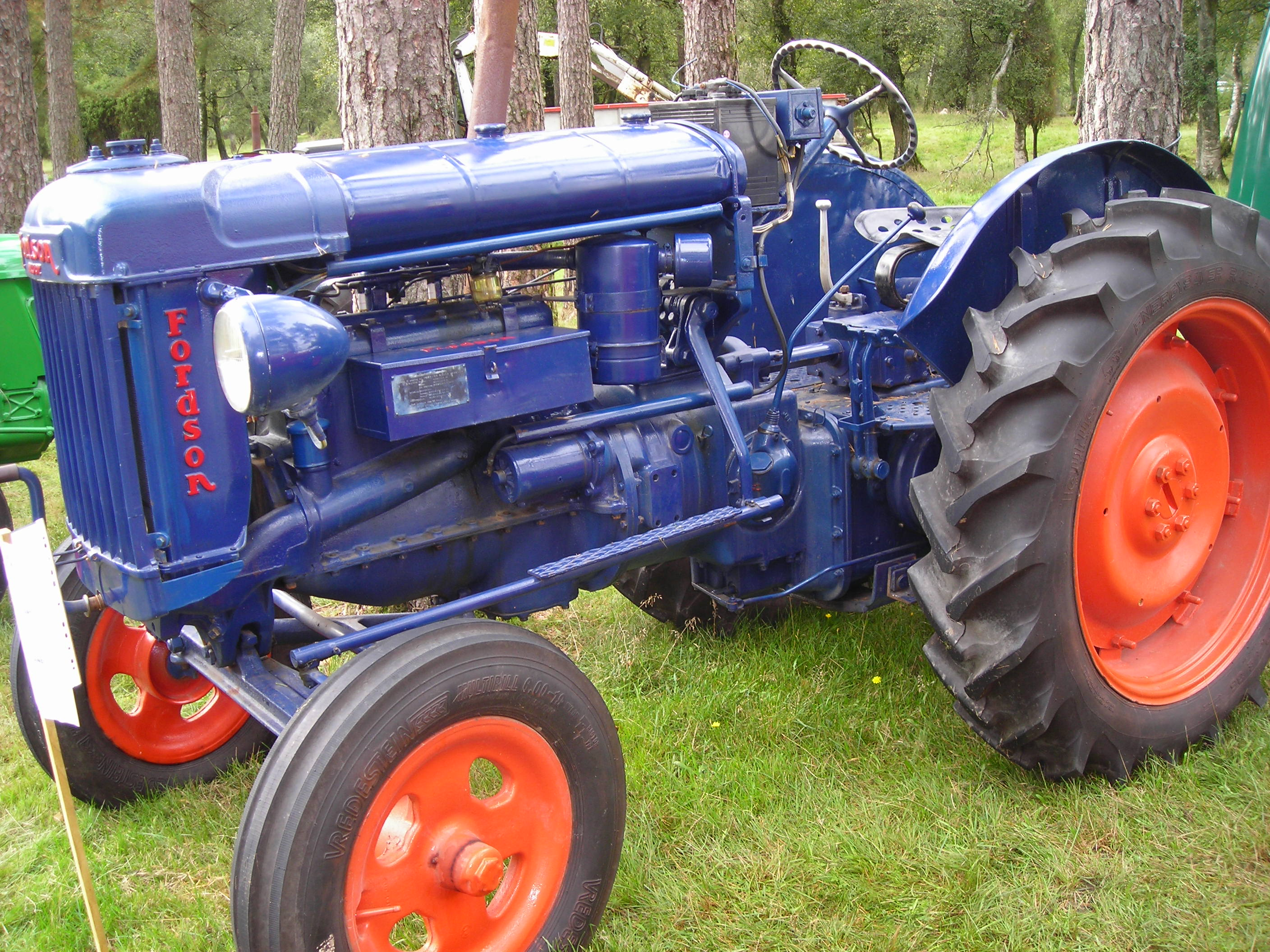
Trattore Fordson.

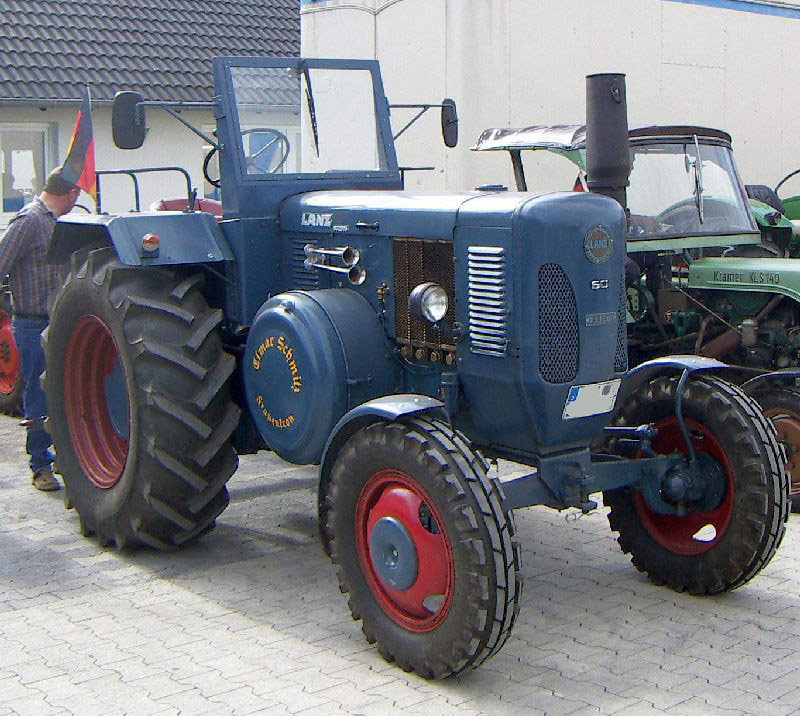
Trattore Lanz.

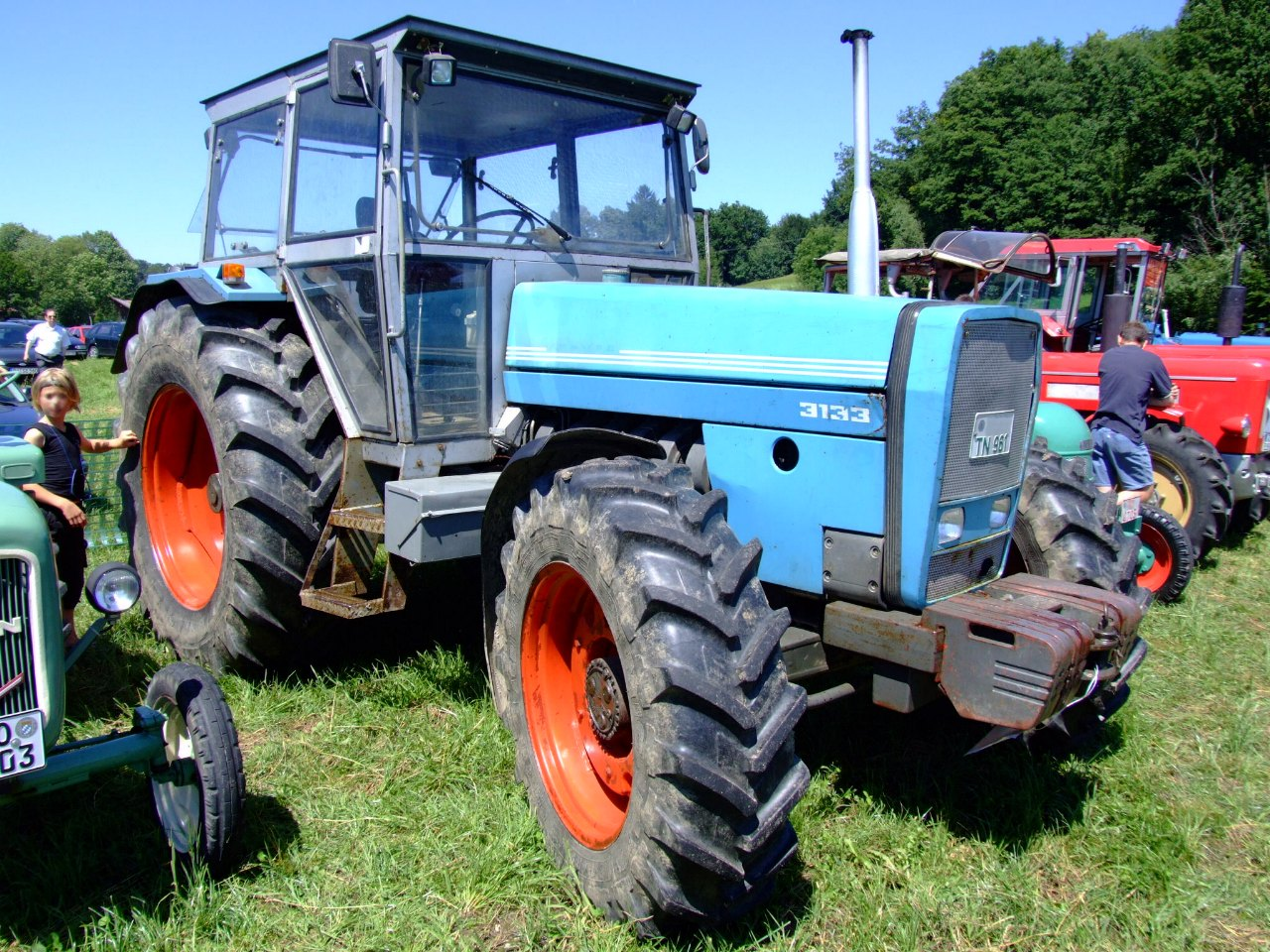
Eicher 3133.

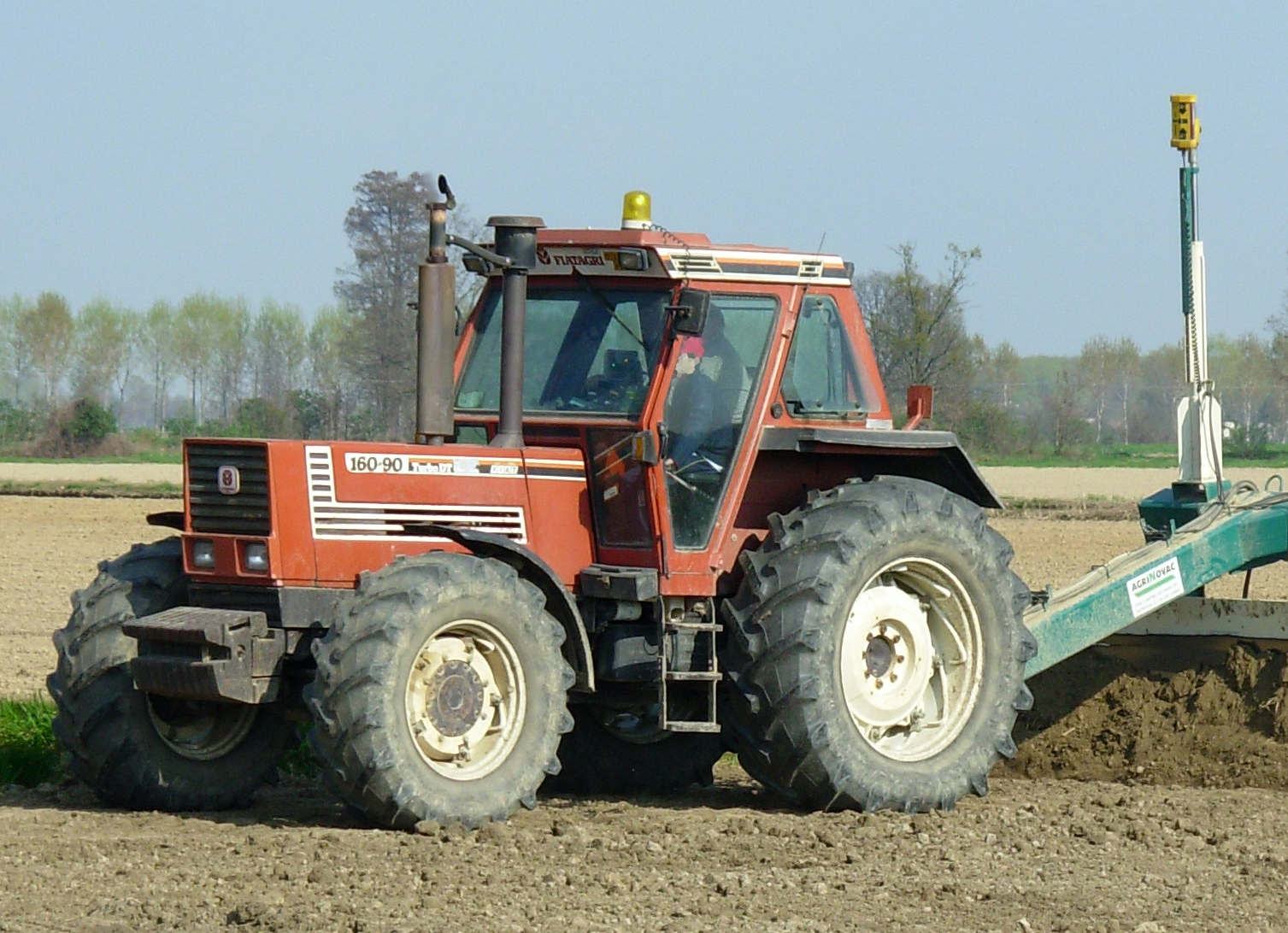
Fiatagri 160-90DT.

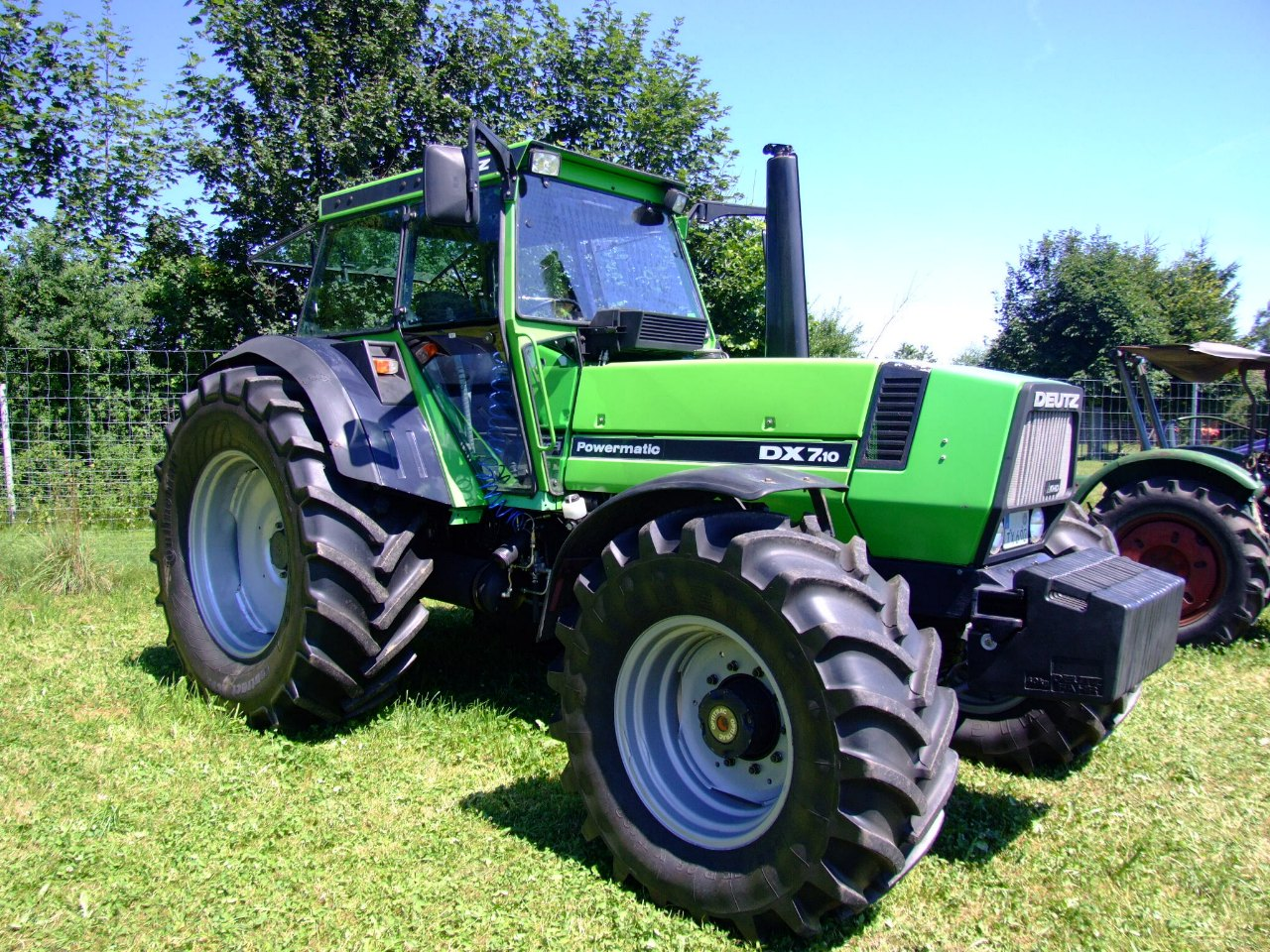
Deutz DX7.10.

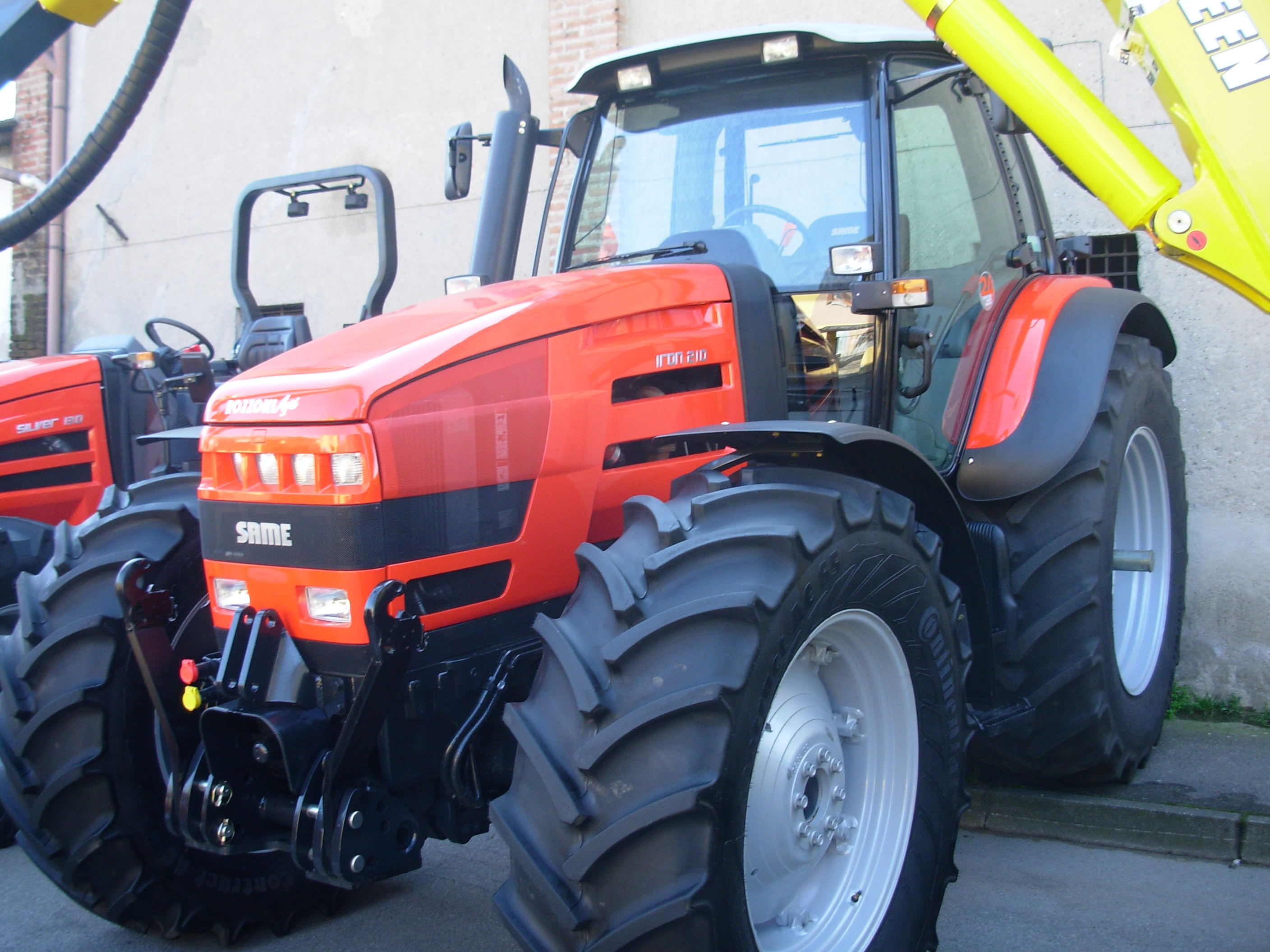
SAME Iron 210.

- New Holland (Stati Uniti, Italia, Paesi Bassi, Regno Unito) (originario degli Stati Uniti)
- Massey Ferguson (Canada, Stati Uniti, Regno Unito, Irlanda, Francia) (originario del Canada)

### Ex-costruttori
- Agrifull (Italia)
- Fiatagri (Italia)
- Renault (Francia)
- Ford (Stati Uniti)

## Il trattore in Italia

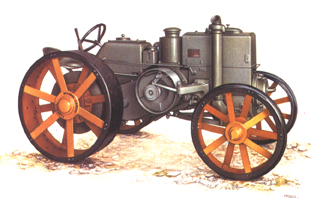
Antico trattore agricolo Landini.

La produzione di queste macchine coincide con l'inizio dello sviluppo industriale italiano.
È la Landini, una delle prime fabbriche di trattori in Italia fondata nel 1884, a lanciare la meccanizzazione delle lavorazioni agricole, affidate fino a quel tempo solo alla fatica degli animali e dell'uomo, inizialmente con locomobili a vapore, dal 1910 con motori testacalda, quindi dal 1928 con trattori sempre testacalda e dagli anni sessanta con i motori Diesel.
Nei primi anni del XX secolo nascono altre aziende che producono trattrici e attrezzature agricole per la lavorazione del terreno. È in questo periodo che nasce la Pavesi P4 a 4 ruote motrici e la Fiat Trattori, che con il modello 25R del 1951 divenne uno dei primi produttori di trattori in Europa. La maggior parte è concentrata ancora oggi nella pianura padana.

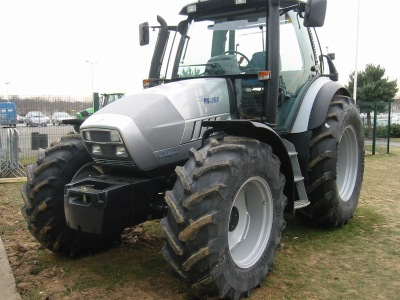
Lamborghini R6 100.

In tempo di guerra 1942 sono sorte nuove case costruttrici di trattori tra cui la SAME (Società Accomandita Motori Endotermici).
Nell'immediato dopoguerra l'assoluta penuria di trattori e la relativa abbondanza di mezzi in origine militari, fece sì che nelle zone agricole il fabbro di paese provvedesse al montaggio di pezzi staccati (motore, telaio, cambio, ecc.) che presero il nome confidenziale di carioca, mentre in linguaggio burocratico vennero definiti derivati. Da tale esperienza sorse la Lamborghini Trattori nel 1948, oggi facenti parte della nuova multinazionale italiana SAME Deutz-Fahr, a cui appartiene anche la svizzera Hürlimann (acquistata nel 1977), che si colloca al quarto posto nella graduatoria mondiale dei costruttori di trattori.
La Fiat ancora oggi con la sua controllata CNH, controlla una fetta importante del mercato agricolo.
I trattori Italiani più famosi in Europa e nel Mondo sono: - Landini Super, - Landini Velite, - Fiat 25R, - OM 35-40, - SAME D.A.25, - Landini L55, - Lamborghini DL30c, - Fiat 18 "La Piccola", - FiatAgri 180-90 DT, - SAME Explorer '80 - Fiat 640.

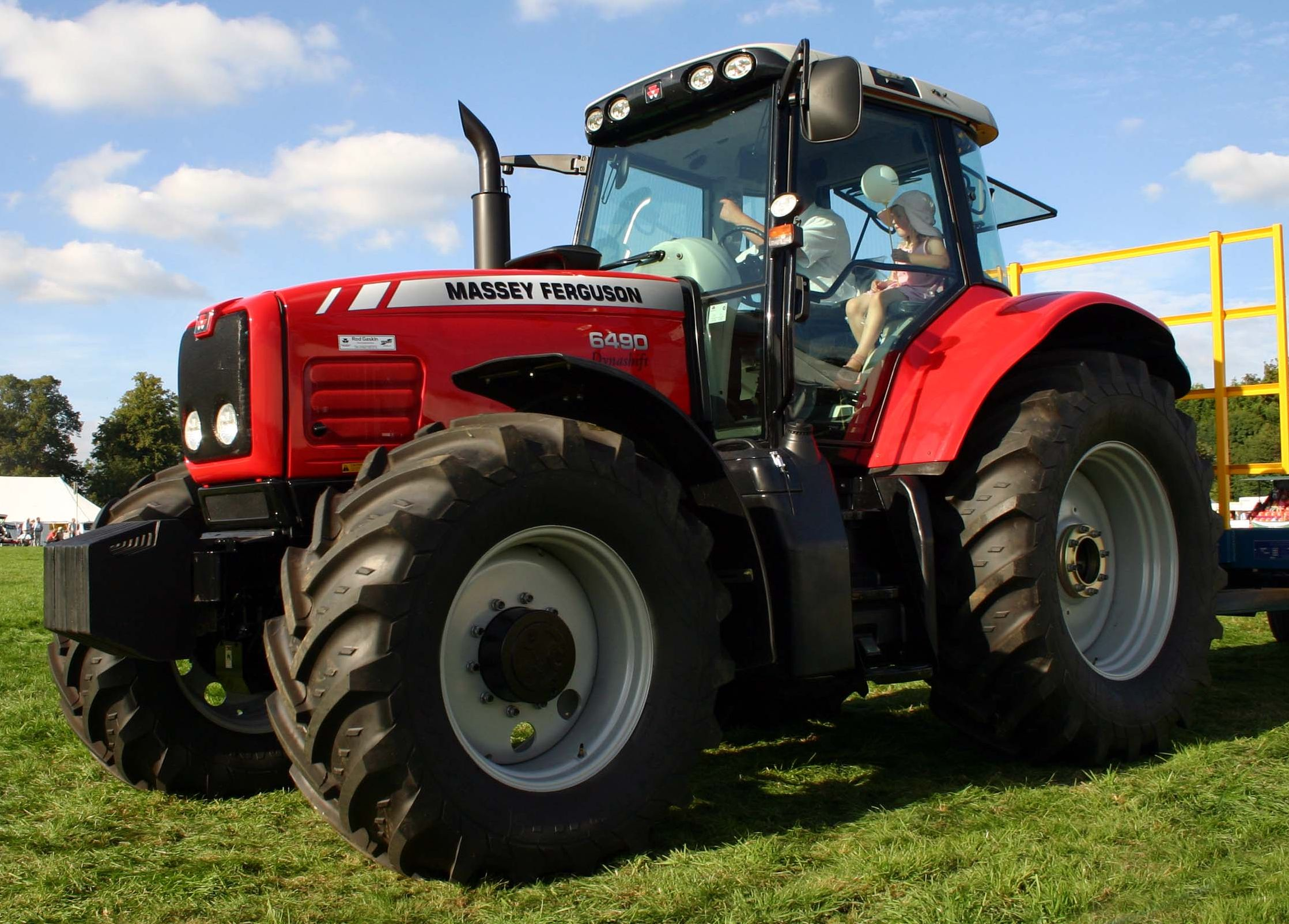
Trattore Massey-Ferguson.

## Codice della strada
Nel codice della strada è chiamato anche trattrice agricola.
(Codice della strada, Art.57)
(Codice della strada, Art.57)
La progettazione e la costruzione sono studiati per l'uso specifico al di fuori delle normali strade, pur essendo sottoposto a regolare immatricolazione e di conseguenza targato ed in grado di effettuare trasferimenti sui normali percorsi viari.
Ne esistono in commercio di diversi tipi e modelli a seconda delle condizioni di lavoro e della potenza richiesta.
Esistono modelli gommati, cioè con ruote di gomma e cingolati (trattore a cingoli), vengono scelti in un modo o nell'altro in base alle condizioni del terreno e al tipo di lavorazione richiesta. I trattori storici anche detti " d'epoca" per poter circolare su strada, devono assoggettarsi alle prescrizioni imposte dal Codice della Strada alle macchine agricole.

## Veicoli derivati
La stessa impostazione generale del mezzo utilizzato in agricoltura è stata utilizzata anche per usi in altri ambiti specifici, ad esempio come mezzi trainanti vagoncini nel caso del R.C. Leprotto.

## Protezioni
I trattori agricoli negli anni hanno adottato in modo sempre più crescente dotazioni per migliorare la sicurezza e la qualità di guida del mezzo agricolo, nel 2008 in Italia causa un elevato numero d'incidenti mortali causati da ribaltamento, è stato reso obbligatorio l'adeguamento a tutti i trattori dei dispositivi di protezioni quali cinture di sicurezza e arco anti-ribaltamento (che protegge il conducente in caso di ribaltamento).
Dal 2006 l'acquisto di un trattore agricolo è vincolato al possesso di una partita IVA, poiché necessaria per l'immatricolazione della macchina agricola in quanto essendo una macchina specialistica richiede che venga utilizzata da personale specializzato, che deve essere munito di patente specifica (in vigore dal 2013).